# Alejandro Benna
Alejandro Pablo Benna (ur. 12 listopada 1959 w Buenos Aires) – argentyński duchowny katolicki, w latach 2021–2025 biskup Alto Valle del Río Negro, biskup Morón (nominat).

## Życiorys
Święcenia kapłańskie przyjął 14 listopada 1987 i został inkardynowany do archidiecezji Buenos Aires. Pracował głównie jako duszpasterz parafialny, był też dyrektorem wykonawczym przy wikariuszu biskupim ds. młodzieży oraz asesorem w ośrodku duszpasterstwa młodych.
28 listopada 2017 papież Franciszek mianował go biskupem pomocniczym archidiecezji Comodoro Rivadavia oraz biskupem tytularnym Vardimissa. Sakry udzielił mu 23 grudnia 2017 prymas Argentyny, kard. Mario Aurelio Poli.
9 lipca 2021 został mianowany biskupem ordynariuszem diecezji Alto Valle del Río Negro. Ingres do katedry diecezjalnej odbył 8 września 2021.
28 maja 2025 papież Leon XIV mianował go ordynariuszem diecezji Morón.